# East Fork White River
Der East Fork White River ist ein linker Nebenfluss des White River im US-Bundesstaat Indiana. Er hat eine Länge von 309 km. Sein Einzugsgebiet umfasst ein Areal von 14.881 km². Der mittlere Abfluss am Pegel Shoals etwa 90 km oberhalb der Mündung beträgt 165 m³/s.

## Verlauf
Der East Fork White River entsteht am westlichen Stadtrand von Columbus am Zusammenfluss von Driftwood River (rechts) und Flatrock River (links). Der Big Blue River, linker Quellfluss des Driftwood River, wird als der eigentliche Oberlauf des Flusssystems betrachtet.
Der East Fork White River fließt anfangs in südlicher Richtung nach Seymour. Anschließend wendet er sich nach Südwesten und passiert Brownstown, Vallonia und Medora. Auf dieser Strecke weist er ein stark mäandrierendes Verhalten auf. Bei Medora überspannt die Medora Covered Bridge den Fluss. Der East Fork White River nimmt den Muscatatuck River von links auf und dreht nach Westen. Bei Bedford mündet der Salt Creek von Norden kommend in den Fluss. Die folgenden Kilometer durchschneidet er einen Höhenrücken und fließt dabei in überwiegend südwestlicher später in südlicher Richtung. Die letzten 40 Kilometer bis zur Mündung in den White River bzw. bis zur Vereinigung mit dem West Fork White River strömt der Fluss nach Westen. Dabei passiert er die Ortschaft Petersburg.

## Kanu
Der East Fork White River kann per Kanu befahren werden. Für eine Kanutour von Columbus bis zur Mündung werden etwa 12 Tage benötigt. Mehrere kleinere Dämme und Wehre entlang dem Flusslauf müssen per Portage umgangen werden.